# Hayo Boerema
Hayo Boerema (* 1972 in Groningen, Provinz Groningen) ist ein niederländischer Organist und Hochschullehrer.

## Leben
Boerema studierte am Koninklijk Conservatorium Den Haag Orgel, Kirchenmusik und Improvisation, unter anderem bei Jos van der Kooy. Anschließend wechselte er an das Rotterdams Conservatorium, wo er seine Studien mit einem Studium in Chorleitung bei Barend Schuurman ergänzte.
2005 wurde Boerema als Organist an die Laurenskerk in Rotterdam berufen. Außerdem folgte er einem Ruf auf die Professur für Improvisation am Rotterdams Conservatorium.
Boerema nahm an vielen Orgelimprovisationswettbewerben teil und betätigt sich heute als Juror bei solchen Veranstaltungen, so zum Beispiel beim Festival Europäische Kirchenmusik in Schwäbisch Gmünd. Er gibt international Konzerte, unter anderem in Spanien, Finnland, Norwegen, Frankreich und Deutschland.

## Auszeichnungen
- 1998: Erster Preis beim Internationalen Orgelimprovisationswettbewerb ‘Anton Heiller’ in Wien
- 1999: "Johann-Pachelbel-Preis" und Publikumspreis beim Orgelwettbewerb der Internationalen Orgelwoche Nürnberg
- 1999: Grand Prix beim "Troisième Concours Internationaux de la Ville de Paris"
- 2001: Zweiter Preis beim St Albans International Organ Festival
- 2004: Zweiter Preis beim Internationalen Orgelwettbewerb in Nimwegen
- 2005: Erster Preis beim Internationalen Orgelwettbewerb von Kotka
- 2009: Silberne Medaille der Société Arts-Sciences-Lettres in Paris aufgrund seiner Verdienste um die französische Orgelmusik